# ليوناردو برافو
ليوناردو برافو (بالإسبانية: Leonardo Bravo)‏ هو عسكري مكسيكي، ولد في 1764 في تشيلبانسينغو في المكسيك، وتوفي في 13 سبتمبر 1812 في مدينة مكسيكو في المكسيك.